# Deutscher Nationalpreis für Kunst und Wissenschaft

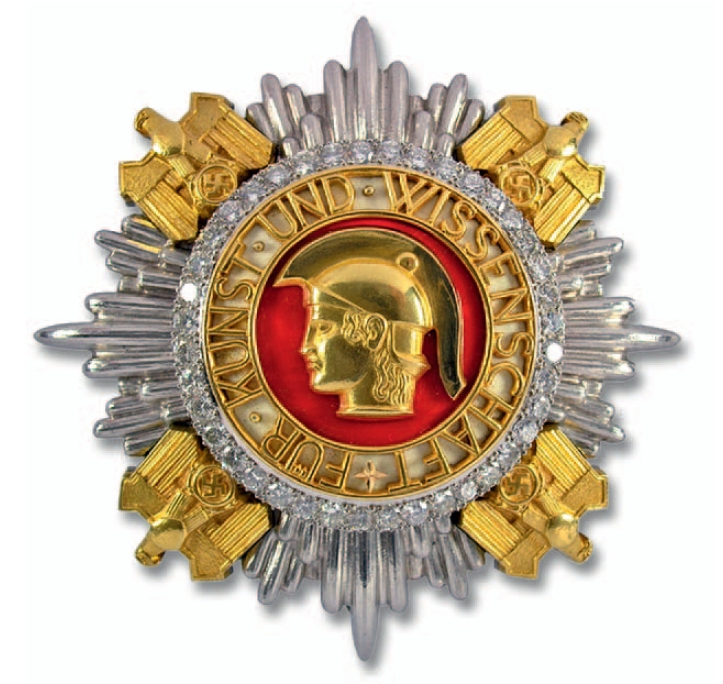
Bruststern des Deutschen Nationalpreises für Kunst und Wissenschaft.

Der Deutsche Nationalpreis für Kunst und Wissenschaft war ein Ehrenpreis und die höchste Friedensauszeichnung des nationalsozialistischen Deutschen Reiches. Er wurde 1937 durch Adolf Hitler gestiftet und sollte an die Stelle des Nobelpreises treten, den anzunehmen Hitler – als Reaktion auf die Verleihung des Friedensnobelpreises an Carl von Ossietzky 1936 – „für alle Zukunft Deutschen“ untersagte. Der Preis wurde nur 1937 und 1938 verliehen.

## Allgemein
Der Journalist Carl von Ossietzky war im November 1931 im aufsehenerregenden Weltbühne-Prozess vom Reichsgericht wegen Landesverrats zu 18 Monaten Zuchthaus verurteilt worden, weil er aufdeckte, dass die Reichswehr entgegen den Bestimmungen des Friedensvertrages von Versailles den heimlichen Aufbau einer Luftwaffe betrieb. Ein Gnadengesuch lehnte Reichspräsident Paul von Hindenburg ab. Im Februar 1933 wurde der engagierte Pazifist und Demokrat von den Nationalsozialisten erneut interniert und in ein Konzentrationslager verschleppt.
Am 25. Juni 1936 sprach das Nobelpreiskomitee des norwegischen Parlaments dem nach wie vor inhaftierten Ossietzky den Friedensnobelpreis zu. Die Reichsregierung protestierte gegen den Beschluss; am 26. November äußerte sie ihr „äußerstes Befremden“ darüber und erklärte, sich „alle Schlussfolgerungen aus dem Vorfall vorbehalten“ zu wollen.
Am 30. Januar 1937 stiftete Adolf Hitler schließlich den Deutschen Nationalpreis für Kunst und Wissenschaft:

„Um für alle Zukunft beschämenden Vorgängen vorzubeugen, verfüge ich mit dem heutigen Tage die Stiftung eines Deutschen Nationalpreises für Kunst und Wissenschaft. Dieser Nationalpreis wird jährlich an drei verdiente Deutsche in der Höhe von je 100 000 Reichsmark zur Verteilung gelangen. Die Annahme des Nobelpreises wird damit für alle Zukunft Deutschen untersagt. […]“

Die Durchführungsbestimmungen wurden von Propagandaminister Joseph Goebbels erlassen. Die Verleihung sollte demnach jährlich in einem feierlichen Akt auf dem Reichsparteitag der NSDAP stattfinden. Organisation und Durchführung des Festaktes oblag dem Reichspropagandaleiter im Einvernehmen mit dem Reichsorganisationsleiter Robert Ley.

## Details der Auszeichnung
Die Auszeichnung beinhaltete neben der eigentlichen Ordensdekoration, dem Bruststern, eine prächtige Schärpe mit Agraffe, eine aufwändig gearbeitete Ordenskassette mit vergoldeten Eckbeschlägen in Adlerform und eine Urkundenmappe aus terrabraunem genarbtem Leder.
Am 7. Dezember 1937 notierte Goebbels: „Urkunden zum Nationalpreis fertig. Sehr gut geworden. Frau Troost zeigt sie. Meisterstück!“
Es wurden verschiedene Mustervorlagen des Bruststerns angefertigt, unter anderem von Richard Klein und Herbert Zeitner, die jedoch von Hitler verworfen wurden, möglicherweise weil ihm ihr Symbolgehalt bezüglich der Begriffe „Kunst“ und „Wissenschaft“ zu schwach ausgeprägt war. Die endgültige Fassung der Dekoration basiert auf einem Entwurf des Bildhauers Hermann Müller.
Der gegossene und polierte Sternenkorpus besitzt einen Durchmesser von 95 mm und besteht aus Platin. Aufgelegt sind vier 20 × 22 mm große Adler aus 18-karätigem Gold. Das Medaillon zeigt auf rot emailliertem Grund den nach links gewandten Kopf der Pallas Athene. Der Schriftring trägt auf elfenbeinfarbig emailliertem Grund die handgesägte und polierte umlaufende Zweckinschrift: „FÜR * KUNST * UND * WISSENSCHAFT“ und wird umgeben von einem Medaillonring, besetzt mit 40 Diamanten in 8/8-Schliff mit facettierter Tafel. Um den Brillanten Licht zu geben, ist der Medaillonring nach hinten offen segmentiert. Das Gesamtgewicht der Dekoration beträgt je nach Version 205,0 (1937) oder 210,47 (1938) Gramm. Goebbels notierte am 15. Dezember: „Der Orden zum Nationalpreis ist nun fertig. Der Führer ist begeistert davon.“
Mit der Ausführung wurde der Juwelier Wilhelm Hülse in Berlin betraut. Die Beauftragung des relativ unbekannten Juweliers erfolgte entweder durch Goebbels selbst oder durch eine seiner Dienststellen.
Anlässlich der „Ersten Deutschen Architektur- und Kunsthandwerkausstellung“ vom 22. Januar bis 18. April 1938 in München wurde im Haus der Deutschen Kunst das Exemplar von Paul Ludwig Troost ausgestellt. Im Auftrag von Heinrich Doehle wurden Fotos davon für die Präsidialkanzlei gemacht, die er als Vorlage für seine Publikationen zur Ordenskunde gebrauchte.

### Symbolik
Pallas Athene gilt in der griechischen Mythologie als die jungfräuliche Göttin der Weisheit, Künste und Wissenschaften, Schirmherrin der Städte und Patronin des Handwerks. Der Adler auf Agraffe, Schatulle und Bruststern ist der des Reiches, blickt also nach heraldisch rechts, zu seiner rechten Schwinge – der Parteiadler blickte nach heraldisch links – und trägt ein Hakenkreuz in seinen Klauen. Der Adler ist frei gestaltet und entspricht keinem der gängigen Typen von Staat oder Partei. Auf der Tagung der Reichsfilmkammer, 1935 im Berliner Schillertheater, war ein derartiger Adler im Großformat an der Stirnwand des Festsaales angebracht, was dafür spricht, dass die Form vom Propagandaministerium vorgegeben wurde.

## Vorschläge und Verleihungen
§ 2 der Durchführungsbestimmungen regelte die Vorschlagsberechtigungen:

„Die Vorschläge für die Verleihung des Deutschen Nationalpreises für Kunst und Wissenschaft werden auf dem Gebiet der Kunst von den Präsidenten der Einzelkammern innerhalb der Reichskulturkammer und auf dem Gebiet der Wissenschaft vom Reichs- und Preußischen Minister für Wissenschaft, Erziehung und Volksbildung gemacht.“

Ferner waren vorschlagsberechtigt:
- Der Beauftragte des Führers für die gesamte geistige und weltanschauliche Erziehung in der NSDAP,
- der Reichsorganisationsleiter,
- der Reichsjugendführer,
- der Reichsführer SS,
- der Stabschef der SA,
- der Chef der Kanzlei des Führers,
- der Reichsarbeitsführer,
- der Leiter des Hauptamts für Technik der NSDAP.

Die Vorlage der Vorschläge erfolgte jeweils am 1. Juli eines jeden Jahres. Über die endgültige Vergabe entschied Adolf Hitler persönlich.
Die Vorschlagsliste vom 31. August 1937 enthielt 26 Namen:
| Name                     | Anmerkung | Vorgeschlagen von:  |
| ------------------------ | --- | ------------------- |
| Adolf Bartels            | Literaturprofessor, „Kämpfer für die Sauberkeit im Deutschen Schrifttum“. | Baldur von Schirach |
| Carl Bosch               | Chemiker, Vorsitzender der I.G. Farben, Nobelpreisträger 1931. | Hermann Göring      |
| Hermann Burte            | Literarisches Pseudonym des völkischen Schriftstellers Hermann Strübe. | Göring              |
| Ludwig Dürr              | Zeppelinkonstrukteur. Geehrt werden sollte die Idee des lenkbaren Luftschiffes. | Göring              |
| Edwin Erich Dwinger      | Schriftsteller, Mitglied des Reichskultursenats. | Göring              |
| Wilhelm Filchner         | Major a. D., Forschungsreisender, Leiter der Zweiten Deutschen Antarktisexpedition. | Göring              |
| Franz Fischer            | Chemiker, Entwickler der Fischer-Tropsch-Synthese zur künstlichen Herstellung von Treibstoffen.                                                                                             | Göring              |
| Leo Frobenius            | Völkerkundler, Begründer der Kulturkreislehre. | Göring              |
| Wilhelm Furtwängler      | Generalmusikdirektor, Dirigent des Berliner Philharmonischen Orchesters. | Göring              |
| Fritz Hoffmann           | Chemiker, Direktor des schlesischen Kohleforschungsinstituts der Kaiser-Wilhelm-Instituts für Kohlenforschung in Breslau. Pionier auf dem Gebiet der Kautschuksynthese.                     | Göring              |
| Hanns Johst              | Präsident der Reichsschrifttumskammer, Mitarbeiter des Völkischen Beobachters. | Heinrich Himmler    |
| Eberhard Wolfgang Möller | Schriftsteller, Referent im Propagandaministerium. | von Schirach        |
| Hans Pfitzner            | Generalmusikdirektor, Opernkomponist, Mitglied des Reichskultursenats. | von Schirach        |
| Ludwig Prandtl           | Physiker, Universitätsprofessor, Ordinarius der mathematisch-naturwissenschaftlichen Fakultät Göttingen. Grundlagenforschung über Strömungsmechanik und Entwickler der Grenzschichttheorie. | Bernhard Rust       |
| Alfred Rosenberg         | Reichsleiter, Beauftragter für die gesamte weltanschauliche Erziehung in der NSDAP, Leiter des außenpolitischen Amtes der NSDAP, Verfasser von Der Mythus des 20. Jahrhunderts.             | Rust                |
| Ernst Sagebiel           | Architekt, Ministerialrat im Reichsluftfahrtministerium, Erbauer des Reichsluftfahrtministeriums, Planer der Flughäfen München und Stuttgart.                                               | Göring              |
| Ferdinand Sauerbruch     | Chirurg, Preußischer Staatsrat, Direktor der chirurgischen Universitätsklinik der Charité. Pionier bei der Entwicklung muskelgesteuerter Prothesen.                                         | Göring              |
| Albert Speer             | Architekt und Schöpfer zahlreicher Bauten des Dritten Reiches, Mitglied des Reichskultursenats und Generalbauinspekteur der Reichshauptstadt.                                               | Göring              |
| Hermann Stegemann        | Publizist, „Vorkämpfer eines nationalen Deutschlands gegen die Siegerdiktatur von Versailles“.                                                                                              | Göring              |
| Hermann Stehr            | Dichter und „literarischer Führer des schlesischen Bauerntums“, Mitglied des Reichskultursenats.                                                                                            | Göring              |
| Emil Strauß              | Dichter und Erzähler, Mitglied des Reichskultursenats. | Göring              |
| Gustav Tammann           | Chemiker, Direktor des physikalisch-chemischen Instituts in Göttingen, Pionier der Metallurgie bei der Entwicklung industrieller Großverfahren.                                             | Göring              |
| Josef Thorak             | Bildhauer, Schöpfer zahlreicher Büsten und Monumentaldenkmäler (Hindenburg, Hitler, Mussolini, Atatürk, Piłsudski, Schah von Persien etc.).                                                 | Philipp Bouhler     |
| Paul Ludwig Troost       | Architekt, sein neoklassizistischer Stil prägte die Herrschaftsarchitektur des Dritten Reiches.                                                                                             | Bouhler             |
| Josef Wackerle           | Bildhauer, Arbeiten am Reichssportfeld, im Braunen Haus und im Cecilienhof, Designer zahlreicher Münzen und Plaketten. Mitglied des Reichskultursenats.                                     | Bouhler             |
| Winifred Wagner          | Schwiegertochter Richard Wagners und Leiterin der Bayreuther Festspiele. | Bouhler             |

### Kontroversen im Vorfeld der Verleihungen

#### Sauerbruch
Der spätere Preisträger August Bier stand ursprünglich nicht auf der Vorschlagsliste, noch war er überhaupt dafür im Gespräch. Die Verleihung an Bier ist offenbar die Folge massiven Protestes durch Gerhard Wagner, Reichsärzteführer und Leiter des Amtes für Volksgesundheit in der Reichsleitung der NSDAP, gegen die Nominierung Sauerbruchs. Aufschlussreiche Einzelheiten dazu enthalten Goebbels’ Tagebucheinträge von 1937:
3. September
„Führers Meinung Nationalpreis: Rosenberg, Sauerbruch, und Furtwängler ... Im übrigen fällt die Entscheidung erst in Nürnberg selbst.“
7. September
„Mit Führer Nationalpreisträger durchgesprochen: wir haben uns auf folgender Basis geeinigt: Troost nochmal ehrenhalber über das Grab hinaus. Dann Rosenberg, Sauerbruch und Filchner. Eine ganz ulkige Zusammenstellung. Ein scharfer Parteimann und ein Mann der freien Medizin. Dazu noch ein bedeutender Forscher. Das macht einen guten Eindruck.“
8. September
„Meine Rede zur Verleihung des Deutschen Nationalpreises diktiert. Kurz und sachlich. Troost außer der Reihe, dann Rosenberg, Sauerbruch und Filchner. Sauerbruch haben wir noch mit Ach und Krach von Baden-Baden nach hier mit dem Flugzeug geholt. Er wird sich wundern. Nachmittags kommen Dr. Wagner und Genossen und protestieren stark gegen Sauerbruch. Er sei ein Judenknecht etc. Gegen seine wissenschaftlichen Verdienste können sie nichts vorbringen. Wir gehen zum Führer, aber der will nicht zurück. Schließlich einigen wir uns auf folgender Basis: ein Preis wird in zwei Raten zu je 50.000 Mk verteilt. Eine Rate Bier, eine Sauerbruch. Dann muß die ganze Rede wieder umgeworfen werden. Wagner hilft mir bei der Begründung, und dann sind wir klar. Das war eine Zangengeburt!“
Sauerbruch selbst hatte auf eine vorherige Anfrage der Reichsregierung, welcher Arzt den Nationalpreis erhalten solle, erklärt, dass nur August Bier dafür in Frage komme. Bier hingegen schlug auf die gleichlautende Frage Sauerbruch vor.

#### Heinkel
Auch 1938 gab es Unstimmigkeiten bei der Nominierung. Die Verleihung an Heinkel war heftig umstritten, da dieser in ständigem Kleinkrieg mit Gauleiter Friedrich Hildebrandt lag. Martin Bormann, zu diesem Zeitpunkt noch Rudolf Heß unterstellt, hatte über diesen versucht, Heinkel aus dem Preis zu drängen, aber Göring und Hitler sprachen sich für ihn aus.

### Verleihungen
Der Deutsche Nationalpreis wurde insgesamt an neun Personen vergeben.
1937
Die Preisverkündung fand am 7. September 1937 im „Nürnberger Opernhaus“ statt, die Übergabe der Preise erfolgte am 30. Januar 1938 durch Adolf Hitler in der Reichskanzlei. Die fünf ersten Preisträger waren:
- der Baumeister und Architekturprofessor Paul Ludwig Troost (posthum),
- Reichsleiter Alfred Rosenberg,
- der Asien- und Südpolarforscher Wilhelm Filchner,
- die Chirurgen August Bier und Ferdinand Sauerbruch (geteilter Preis).

1938
Die Preisverkündung erfolgte am 6. September 1938, die Übergabe am 30. Januar 1939 durch Adolf Hitler in der Reichskanzlei. Die Preisträger dieses zweiten Jahrgangs waren:
- der Generalinspektor für das deutsche Straßenwesen und Leiter der militärischen Bauorganisation Organisation Todt Fritz Todt,
- der Autobauer Ferdinand Porsche,
- die Flugzeugkonstrukteure Willy Messerschmitt und Ernst Heinkel (geteilter Preis).

## Rechtliches
Das Tragen der Dekoration ist nach dem Gesetz über Titel, Orden und Ehrenzeichen vom 26. Juli 1957 in keiner Form zulässig.